# کوه سنت-ویکتور
کوه سنت-ویکتور (فرانسوی: Mont Sainte-Victoire‎) مجموعه‌ای از چند نقاشی رنگ روغن اثر پل سزان، هنرمند فرانسوی است.
درست شش ماه پس از افتتاح خط اکس-مارسل در ۱۵ اکتبر ۱۸۷۷، سزان در نامه‌ای به امیل زولا در ۱۴ آوریل ۱۸۷۸، کوه سنت-ویکتور را، که هنگام عبور ترن از مقابلش دیده، به عنوان کوهستانی زیبا، می‌ستاید و در همان سال، شروع به خلق یک مجموعه نقاشی از این کوه می‌کند.
این نقاشی‌ها، به مکتب پسادریافتگری تعلق دارند و در دوران مدرن، از اهمیت بالایی برخوردارند. سزان، با چیره‌دستی، از هندسه، برای توصیف طبیعت و از رنگ‌های مغایر و متفاوت، برای ایجاد عمق، بهره می‌برد.

## نگارخانه

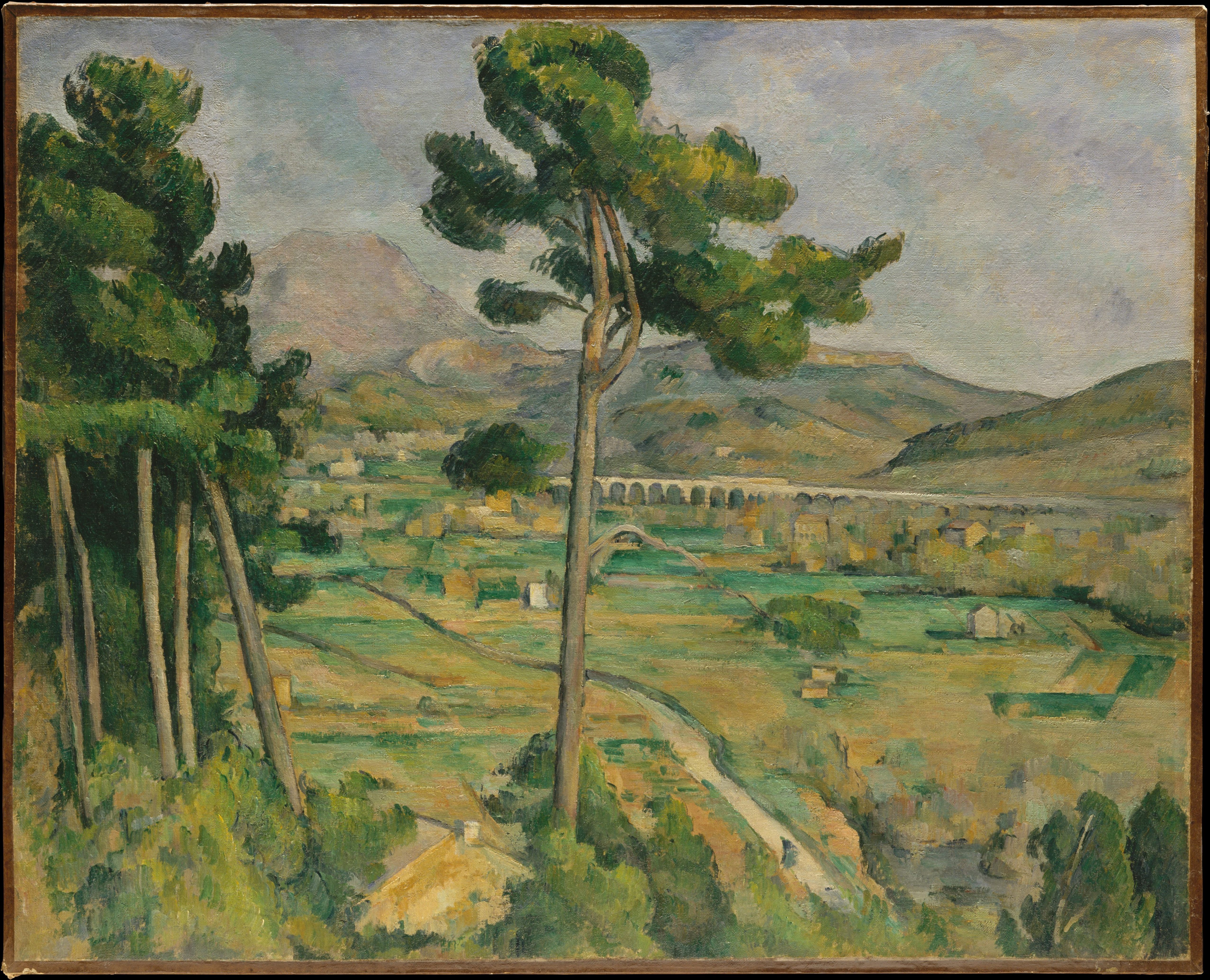
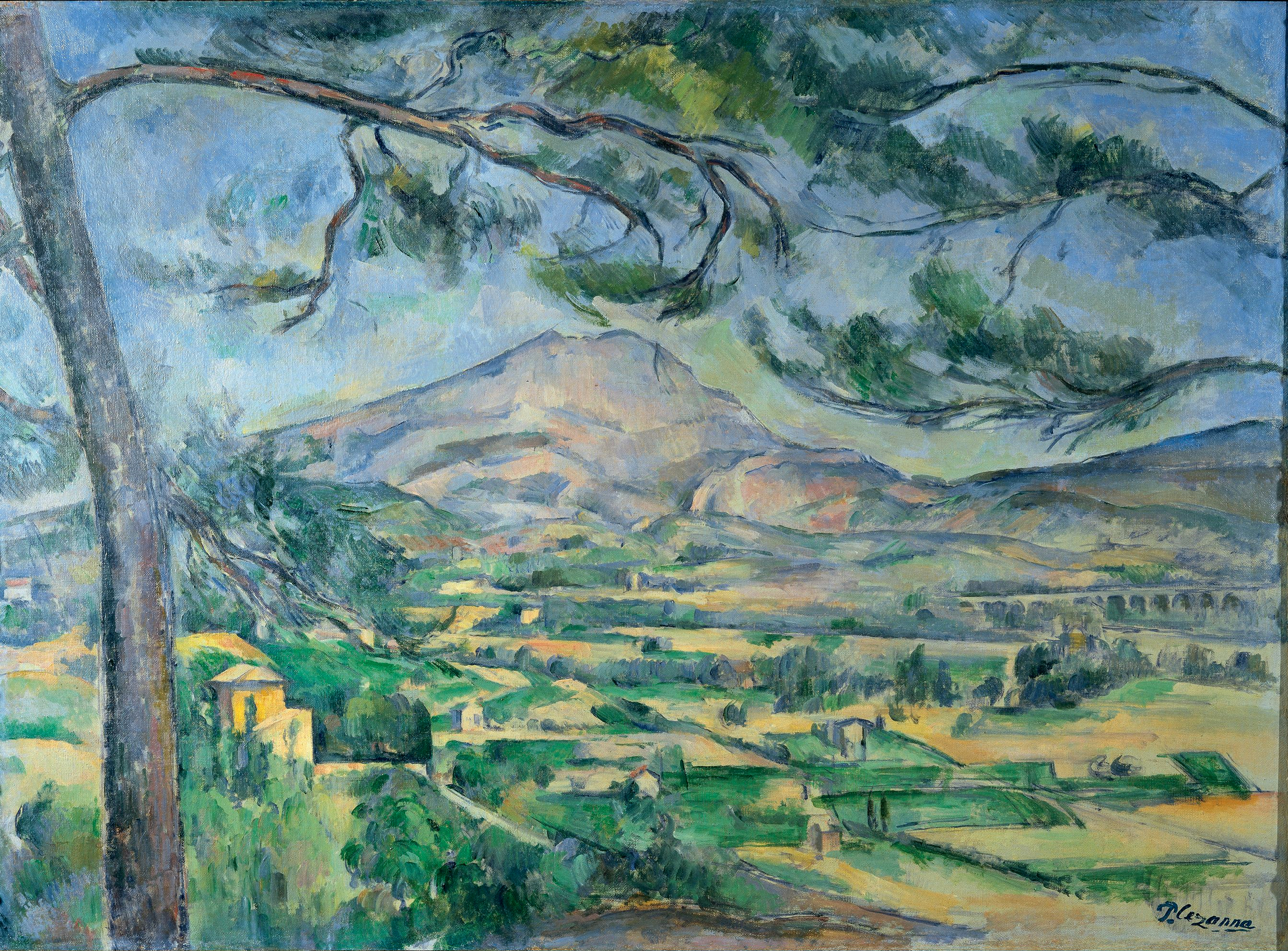
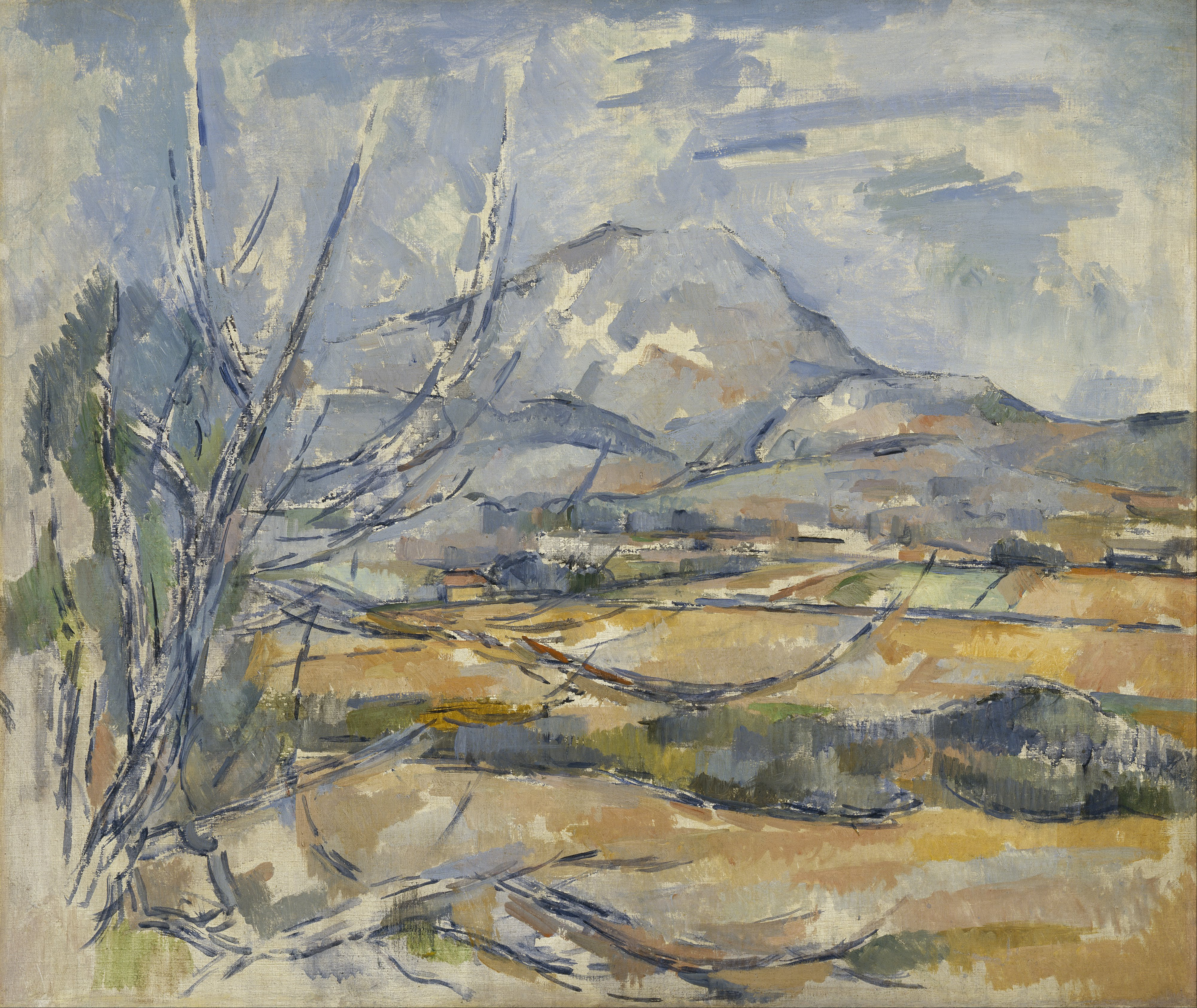
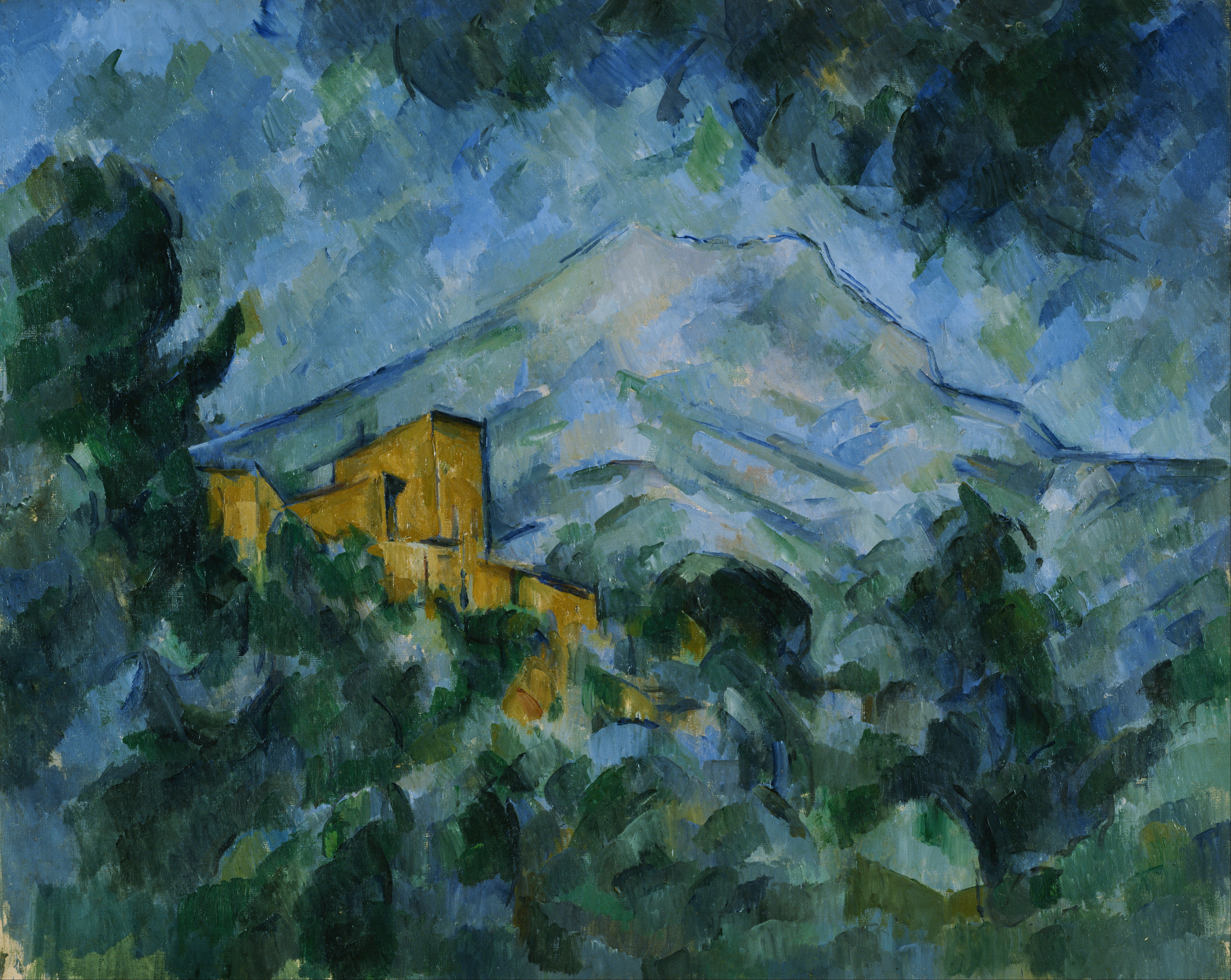